# Poganstvo
Poganstvo (lat.: paganus pagano; i pagus, selo, mjesto), pojam kojim su kršćani i Židovi nazivali pripadnike politeističkih religija.
Pojam je nastao tijekom 4. stoljeća, u vrijeme kada se kršćanstvo počelo već širiti u gradovima, dok je na selima i dalje prevladavalo prakticiranje starih religija.
Poganstvo može također značiti oživljavanje antičkih religija u sadašnjosti. U ovom slučaju precizniji izraz je neopoganstvo.